# Louis Guttman
Louis Guttman (ur. 1916, zm. 1987) – izraelski statystyk, socjolog i psycholog, twórca powszechnie wykorzystywanej w naukach społecznych skali Guttmana. Był jednym z pionierów analizy czynnikowej.
Louis (znany także pod imieniem Eliyahu) Guttman urodził się i zmarł w Stanach Zjednoczonych, ale pracował naukowo i był mocno związany z Uniwersytetem Hebrajskim w Jerozolimie. Ze względu na swój znaczny wkład w rozwój nauk społecznych jest uznawany za jednego z największych badaczy społecznych XX wieku.